# Хэммилл, Питер
Питер Джозеф Эндрю Хэммилл (англ. Peter Joseph Andrew Hammill; родился 5 ноября 1948 года в Илинге, западный Лондон, Англия) — британский певец, композитор и основатель прогрессив-рок-группы Van der Graaf Generator. Наиболее известен своими вокальными данными, его основные инструменты — гитара и фортепиано. 
Он также является звукорежиссёром собственных записей, а изредка и других музыкантов.

## Биография

### Начало музыкальной карьеры
Сольная карьера Питера Хэммилла развивалась параллельно с его участием в группе Van der Graaf Generator.
В 1967 году Питер Хэммилл, Ник Пирн (Nick Pearne) и Крис Джадж Смит (Chris Judge Smith) основали группу, впоследствии получившую название Van der Graaf Generator. В 1968 году группе был предложен контракт с фирмой «Меркюри Рекордс» (Mercury Records), который тем не менее подписал только сам Хэммилл. В 1969 году Van der Graaf Generator распалась, а Питер Хэммилл решил записать свой первый сольный альбом. В конечном счёте, «The Aerosol Grey Machine», задумывавшийся как сольный альбом, был выпущен в США как первый альбом группы Van der Graaf Generator, что было необходимо для обхода ограничений контракта со звукозаписывающим лейблом.
Летом 1969 года Хэммилл обосновался в лондонском театре «Люсеум» (The Luceum Theatre) и еженедельно давал там сольные концерты. Однако вскоре Хэммилл вновь собрал Van der Graaf Generator, что не помешало ему записать свой первый настоящий сольный альбом «Fool’s Mate» (1971), содержащий песни ранних лет Van der Graaf Generator (1967—68 годы). В работе над альбомом в числе прочих принял также участие гитарист Роберт Фрипп.

### Во времена классического Генератора
Когда группа Van der Graaf Generator снова распалась в августе 1972 года, Хэммилл возобновил свою сольную карьеру. Песни, предназначавшиеся для Генератора, были записаны на его сольных альбомах: «(In the) Black Room» (на «Chameleon in the Shadow of the Night»), «A Louse Is Not A Home» (на «The Silent Corner and the Empty Stage») и др. Это в значительной степени затрудняет разделение сольной работы Хэммилла и его работы с группой (для большинства как сольных песен, так и песен группы, он значится как единственный автор; а на некоторых его сольных альбомах играют все члены группы). Тем не менее, главным отличием сольных работ Хэммилла является их направленность на глубоко личностные переживания, тогда как песни группы Van der Graaf Generator обычно касаются более глобальных тем.
Альбом «Nadir’s Big Chance» сильно отличается по сравнению с предшествующим «In Camera». Тогда как «In Camera» отличается чрезвычайно закрученными и сложными песнями и даже имеет некоторые признаки конкретной музыки, «Nadir’s Big Chance» примечателен тем, что стал предшественником панк-рока. Во время выступления на радио в 1977 году Джон Лайдон (John Lydon) из Sex Pistols сыграл две вещи с этого альбома и выразил своё восхищение Хэммиллом в пылких выражениях: «Питер Хэммилл великолепен. Настоящий оригинал. Мне он нравится уже много лет. Если вы послушаете его, его сольные альбомы, я чертовски уверен, что Боуи много чего копировал у этого парня. Чести, которой он заслуживает, ему просто не воздали. Я люблю всё, что он делает».
Альбом «Over» (1977) содержит глубоко личные песни о разрыве длительных любовных отношений. В альбоме нашли отражение реальные факты личной жизни Питера Хэммилла.

### После Генератора
Первым сольным альбомом Хэммилла после распада Van der Graaf в 1978 году был «The Future Now». Со следующими альбомами, «pH7» и «A Black Box» звук сделался более компактным, более «нью-вейвовским». На этих альбомах Хэммилл сам играет на большинстве инструментов, в том числе на электронных ударных.
Затем появилась К-группа (K-Group), о которой в более поздние годы Хэммилл иногда будет отзываться как о «бит-группе». Группа состояла из самого Хэммилла (гитара и пианино), Джона Эллиса (John Ellis) на соло-гитаре, Ника Поттера (Nic Potter) на басу и Гая Эванса (Guy Evans) на ударных и перкуссии. К-группа записала альбомы «Enter K» и «Patience». Записи с нескольких концертов группы были изданы как альбом «The Margin» (и, позднее, переиздана в расширенном варианте как «The Margin +»).
Далее последовал период сольной деятельности.
С февраля по октябрь 1990 года Питер Хэммилл играл с басистом Ником Поттером (Nic Potter) и скрипачом Стюартом Гордоном (Stuart Gordon). Концертная запись выступлений была издана как альбом «Room Temperature».
С апреля 1993 по август 1996 года Питер Хэммилл играл с Ником Поттером(бас-гитара), Стюартом Гордоном(скрипка) и барабанщиком Мэнни Элаесом (Manny Elias). Этот состав иногда называют Noise-группа. Концертная запись этих выступлений была издана как альбом «There Goes The Daylight». Это единственный альбом, не являющийся сборником различных живых записей, это запись одного выступления, правда, не полная.
С октября 1994 по август 1996 года Хэммилл играл с Дэвидом Джексоном (David Jackson)(флейта, саксофон), Стюартом Гордоном(скрипка) и Мэнни Элаесом(барабаны)(этот состав иногда неофициально упоминается как «Peter Hammill Quartet»).
С января 1998 по ноябрь 2006 года Хэммилл давал концерты в дуэте со Стюартом Гордоном. Из записи этих концертов был собран альбом «Veracious».

### С конца 2003 года по настоящее время
Хэммилл перенес инфаркт в декабре 2003 года, меньше чем через 48 часов после того как он завершил запись альбома «Incoherence».
В конце 2004 года он был награждён итальянской премией Tenco как композитор (за сочинительство песен).
В конце 2004 года Хэммилл объявил о возрождении группы Van der Graaf Generator в классическом составе. Квартет записал новый альбом, «Present», который был выпущен в апреле 2005 года, и с мая по ноябрь 2005 года они отыграли серию хорошо принятых концертов.
Между 2005 и 2007 годами Хэммилл контролировал переиздание почти всех своих альбомов, выпущенных до Fie!, и также начал подобную работу над своими более поздними изданиями.
Сольная карьера Хэммилла не прекратилась из-за воссоединения Van der Graaf Generator. Он выпустил альбом «Singularity» в декабре 2006 года. Это был первый соло-альбом, который он записал после сердечного приступа. Альбом большей частью посвящён различным аспектам угасания, умирания и (внезапной) смерти.
В 2007 году группа Van der Graaf Generator уже как трио дали несколько концертов в Британии и остальной Европе, а их новый альбом «Trisector» был выпущен в марте 2008 года. Далее последовала серия концертов в Европе и Японии.
Летом и осенью 2008 года Хэммилл съездил в сольный тур по США и Канаде (впервые с 1999 года).
В апреле 2012 года вышел новый сольный альбом «Consequences».

### Лейбл Fie!
Ранние записи Хэммилла, так же как альбомы Van der Graaf Generator, были изданы на Charisma Records. Он ушёл от компании после «pH7» (1979) и затем выпускал альбомы на нескольких небольших лейблах. «A Black Box» вышел на S-Type, лейбле, управляемом Хэммиллом и его менеджером Гейл Колсон (Gail Colson). «Enter K» и «Patience» вышли на Naïve, «Skin» и «The Margin» — на Foundry, «In A Foreign Town», «Out Of Water» и «Room Temperature» — на Enigma Records. В 1992 году он создал свой собственный лейбл Fie!, на котором были выпущены все его альбомы, начиная с «Fireships». Логотип лейбла — греческая буква фи (φ), что созвучно PH-I.
С 1970-х годов у Питера Хэммилла — собственная домашняя студия звукозаписи, названная Sofa Sound (официальный веб-сайт Питера Хэммилла был позже назван в честь студии).

## Музыка
В музыкальном отношении произведения Питера Хэммилла варьируют от коротких простых песен до очень сложных продолжительных композиций. Главным образом, из-за его отказа делать что-либо похожее на обычную «стандартную» музыку и полное отсутствие каких-либо отшлифованных модных штампов, среди его почитателей много спорят, причислять ли Хэммилла к прогрессивному року. Во многих интервью, однако, сам Хэммилл заявлял, что он не хотел бы быть отнесенным к прогрессив-рок-музыке, да и к любому другому стилю вообще.
Питер Хэммилл — очень плодовитый музыкант, к настоящему времени выпустивший более трёх десятков студийных сольных альбомов. Множество разных стилистик проявляются в его работе, среди них и авангардные электронные эксперименты («Loops And Reels», «Unsung»), опера («The Fall of the House of Usher»), сольное клавишное сопровождение («And Close As This»), сольное гитарное сопровождение («Clutch»), импровизация («Spur of the Moment»), музыка к фильму («Sonix») и медленные, меланхоличные баллады («None of the Above») и т. п.
В записи сольных альбомов вместе с Хэммилл иногда работают музыканты группы Van der Graaf Generator, а также другие музыканты.

## Вокал
Голос Хэммилла — очень характерный элемент его музыки. Он поёт в эмоциональной, часто даже в драматической манере. Как бывший хорист-иезуит, он обладает характерной для английского среднего класса манерой произношения, которая варьируется в тоне от мягкой просительной до кричаще напыщенной (которая, тем не менее, вполне контролируема). Питер Хэммилл поёт в регистрах от баритона до высокого фальцета, он рычит, тихо напевает, вопит или кричит, чем порой вызывает невольную ассоциацию с гитарной игрой Джими Хендрикса.

## Лирика
Стихи Хэммилла — это другая отличительная особенность его работы. Он затронул много извечных тем, включая любовь и человеческие отношения, старение и смерть, человеческое безумие, самопознание и самоанализ, политику и религию. Лирика Хэммилла — сложна и многозначна, содержит массу отсылок к культурным реалиям времени и места.
В 1974 году Хэммилл опубликовал книгу «Killers, Angels, Refugees» (Charisma Books, London), собрание стихов, поэм и коротких рассказов. Позже она была переиздана самим Хэммиллом (Sofa Sound, Bath) и продолжена книгой «Mirrors, Dreams, Miracles» (1982).

## Концертные выступления
Концерты Питера Хэммилла отличаются значительной степенью непредсказуемости, которая выражается в подборке исполняемых песен, аранжировках и участвующих музыкантах. Хэммилл обычно не предпринимает гастролей в поддержку альбомов. Следует отметить также, что, начиная с 1969 года Хэммилл, вне зависимости от работы (и концертов) с другими музыкантами, не прекращает выступать также с сольными концертами, аккомпанируя себе на гитаре и клавишных, а иногда и исполняя песни «а капелла».

## Личная жизнь
Питер Хэммилл переехал со своей семьей в Дерби, когда ему было 12 лет. Он посещал колледж Бьюмонт в Старом Виндзоре (Beaumont College, Old Windsor), затем поступил в Манчестерский университет, где обучался на факультете естественных наук.
Питер Хэммилл женат с 1978 года (его жену зовут Хилари, она указана как автор фотографии для обложки «In A Foreign Town»), у них трое дочерей — Холли (Holly), Беатрис (Beatrice) и Фиби (Phoebe). Холли и Беатрис поют сопрано на одной песне с альбома «Everyone You Hold» и на двух песнях с альбома «None of the Above».

## Питер Хэммилл в России
Питер Хэммилл неоднократно посещал Россию с концертами.
| Дата                 | Город           | Зал                      | Группа                  | Состав                                                   |
| -------------------- | --------------- | ------------------------ | ----------------------- | -------------------------------------------------------- |
| 12 мая 1995 года     | Барнаул         | Театр Драмы              | Квартет Питера Хэммилла | Стюарт Гордон, Дэвид Джексон, Питер Хэммилл, Мэнни Элаес |
| 13 мая 1995 года     | Новосибирск     | Дворец Культуры «Юность» | Квартет Питера Хэммилла | Стюарт Гордон, Дэвид Джексон, Питер Хэммилл, Мэнни Элаес |
| 14 мая 1995 года     | Новосибирск     | Университет. «Маёвка»    | Квартет Питера Хэммилла | Стюарт Гордон, Дэвид Джексон, Питер Хэммилл, Мэнни Элаес |
| 16 мая 1995 года     | Санкт-Петербург | Балтийский Дом           | Квартет Питера Хэммилла | Стюарт Гордон, Дэвид Джексон, Питер Хэммилл, Мэнни Элаес |
| 18 мая 1995 года     | Москва          | ДК Горбунова             | Квартет Питера Хэммилла | Стюарт Гордон, Дэвид Джексон, Питер Хэммилл, Мэнни Элаес |
| 17 апреля 1998 года  | Москва          | ДК Горбунова             | Питер Хэммилл (соло)    | Питер Хэммилл                                            |
| 18 апреля 1998 года  | Санкт-Петербург | ДК Ленсовета             | Питер Хэммилл (соло)    | Питер Хэммилл                                            |
| 14 декабря 1999 года | Калининград     | Клуб «Вагонка»           | Питер Хэммилл (соло)    | Питер Хэммилл                                            |
| 25 октября 2005 года | Санкт-Петербург | Мьюзик-Холл              | Van der Graaf Generator | Хью Бэнтон, Дэвид Джексон, Питер Хэммилл, Гай Эванс      |
| 26 октября 2005 года | Москва          | Театр Эстрады            | Van der Graaf Generator | Хью Бэнтон, Дэвид Джексон, Питер Хэммилл, Гай Эванс      |
| 20 апреля 2008 года  | Москва          | Клуб «Б1 Maximum»        | Van der Graaf Generator | Хью Бэнтон, Гай Эванс, Питер Хэммилл                     |

## Дискография

### Van der Graaf Generator
см. в статье Van der Graaf Generator

### Студийные альбомы
- Fool’s Mate (июль 1971)
- Chameleon in the Shadow of the Night (май 1973)
- The Silent Corner and the Empty Stage (февраль 1974)
- In Camera (июль 1974)
- Nadir’s Big Chance (февраль 1975)
- Over (апрель 1977)
- The Future Now (сентябрь 1978)
- pH7 (сентябрь 1979)
- A Black Box (август 1980)
- Sitting Targets (июнь 1981)
- Enter K (октябрь 1982)
- Loops and Reels (июнь 1983)
- Patience (август 1983)
- Skin (март 1986)
- And Close As This (ноябрь 1986)
- In a Foreign Town (ноябрь 1988)
- Out of Water (февраль 1990)
- The Fall of the House of Usher (ноябрь 1991)
- Fireships (март 1992)
- The Noise (март 1993)
- Roaring Forties (сентябрь 1994)
- X My Heart (март 1996)
- Everyone You Hold (июнь 1997)
- This (октябрь 1998)
- The Fall of the House of Usher (deconstructed and rebuilt) (ноябрь 1999), перезаписанная версия альбома 1991 года
- None of the Above (апрель 2000)
- What, Now? (июнь 2001)
- Clutch (октябрь 2002)
- Incoherence (март 2004)
- Singularity (декабрь 2006)
- Thin Air (июнь 2009)
- Consequences (апрель 2012)
- ...All That Might Have Been... (ноябрь 2014)
- From the Trees (ноябрь 2017)
- In Translation (май 2021)

### Концертные альбомы
- The Margin (февраль 1985)
- Room Temperature (ноябрь 1990)
- There Goes The Daylight (ноябрь 1993)
- Typical (апрель 1999)
- The Margin + (май 2002), расширенная версия альбома 1990 года
- Veracious (февраль 2006)
- Pno, Gtr, Vox (октябрь 2011)
- Pno, Gtr, Vox Box (февраль 2012)

### Синглы
- Red Shift 1 c/w Red Shift 2 (февраль 1974)
- Birthday Special c/w Shingle Song (февраль 1975)
- Crying Wolf c/w This Side of the Looking Glass (апрель 1977)
- If I Could c/w The Future Now (сентябрь 1978)
- The Polaroid c/w The Old School Tie (ноябрь 1979)
- My Experience c/w Glue (май 1981)
- My Experience c/w What I Did (май 1981)
- Paradox Drive c/w Now More Than Ever (сентябрь 1982)
- Film Noir c/w Seven Wonders (сентябрь 1983)
- Just Good Friends c/w Just Good Friends (instrumental version) (май 1985)
- Painting By Numbers c/w You Hit Me Where I Live (март 1986)
- A Fix On The Mix (maxi-single) (ноябрь 1992)

### Компиляции
- Vision (1978)
- The Love Songs (август 1984), компиляция заново записанных песен с ранних альбомов
- The Essential Collection (1986), Enter K и Patience
- The Storm (Before The Calm) (июль 1993), жесткие песни времен сотрудничества с Virgin
- The Calm (After The Storm) (июль 1993), баллады времен сотрудничества с Virgin
- Offensichtlich Goldfisch (июль 1993), песни, записанные на немецком языке
- The Peel Sessions (ноябрь 1995), записи на радио BBC 1974—1988 годов из коллекции Джона Пила
- After The Show (январь 1996)
- Past Go (Collected) (ноябрь 1997)
- The Thin Man Sings Ballads (май 2002)

### Совместные альбомы
- Spur of the Moment (февраль 1988), с Guy Evans
- Sonix (ноябрь 1996), Peter Hammill/Sonix
- The Union Chapel Concert (март 1997), концертный альбом с Guy Evans и другими
- The Appointed Hour (ноябрь 1999), с Roger Eno
- Unsung (октябрь 2001), Peter Hammill/Sonix
- Otherworld (февраль 2014), с Gary Lucas
- In Amazonia (май 2019), с Isildur's Bane

### Участие на альбомах других музыкантов
- Colin Scot, Colin Scot (1971), Хэммилл исполнил партию бэк-вокала на песне 'Nite People'
- Le Orme, Felona and Sorona (1974), Хэммилл написал лирику для английского издания альбома
- Robert Fripp, Exposure (1979 — оригинал, 1985 — Remix, 1989 — Definitive Edition), Хэммилл исполнил партию вокала на трех песнях и выступил соавтором текста одной песни; на поздних изданиях вокальные партии Хэммилла отличаются от оригинала
- The Stranglers, The Stranglers And Friends Live In Concert (1980), Хэммилл поёт в двух песнях: 'The Raven' (с Basil Gabbidon) и 'Tank' (c Robert Fripp)
- Ludus, The Visit (1980), Хэммилл помог «вниманием и советом»
- David Jackson, The Long Hello Volume Three (1982), Хэммилл является соавтором одного трека и исполнил партии органа и клавишных на двух других
- Peter Gabriel, IV (Security) (1982), Хэммилл исполнил партию бэк-вокала на песнях 'The Family and the Fishing Net', 'Shock the Monkey' и 'Lay Your Hands on me'
- Peter Gabriel, IV (Security) Deutsches Album (1983), Хэммилл исполнил партию бэк-вокала на песнях 'Das Fischernetz', 'Schock den Affen' и 'Handauflegen'
- Miguel Bosé, Bandido (1984 — испанская и итальянская версии), Хэммилл написал лирику для песен 'South of the Sahara' и 'Domine Mundi', а также исполнил партии бэк-вокала на нескольких композициях в обеих версиях альбома
- Ayuo, Nova Carmina (1986), Хэммилл продекламировал текст на латыни
- Kazue Sawai, Eye To Eye (1987), Хэммилл участвовал в записи песни 'A Song To Fallen Blossoms'
- Herbert Grönemeyer, What’s All This (1988), Хэммилл написал английскую лирику
- Alice, Il sole nella pioggia (1989), Хэммилл исполнил партию вокала и выступил соавтором текста песни 'Now and Forever'
- Chris Judge Smith, Democrazy (1991), Хэммилл является соавтором нескольких песен и исполняет некоторые партии
- Nic Potter, The Blue Zone (1991), Хэммилл исполнил партию гитары на одном из треков
- Peter Gabriel, Us (1992), Хэммилл исполнил партию бэк-вокала на песне 'Digging In The Dirt'
- Christian Demand, Kleine Fluchten (1993), Хэммилл исполнил партии вокала и сыграл на гитаре
- Moondog, Sax Pax For A Sax (1994), Хэммилл исполнил партии бэк-вокала на трех композициях
- Ayuo, Songs from a Eurasian Journey (1997), Хэммилл исполнил партию вокала на нескольких песнях
- Saro Cosentino, Ones And Zeros (1997), Хэммилл исполнил партию вокала и выступил соавтором песен 'Phosphorescence' и 'From Far Away'.
- David Cross, Exiles (1997), Хэммилл исполнил партию вокала на песнях 'Tonk' и 'Troppo'
- Wolfram Huschke, Alien Diary (1998), Хэммилл исполнил партию вокала на песнях 'Bye Bye' и 'Black Rose'
- Pale Orchestra под управлением David Thomas, Mirror Man Act 1: Jack & The General (1998), Хэммилл исполнил партии гитары, клавишных и фисгармонии
- Alice, Exit (1998), Хэммилл написал английскую лирику на песню 'Open Your Eyes'
- Various Artists, A Tribute To Polnareff (1999), Хэммилл представил свою кавер-версию песни 'Jour après jour'
- Chris Judge Smith, Curly’s Airships (2000), Хэммилл исполнил партию Лорда Томсона (Lord Thomson)
- Ayuo, Earth Guitar — 1000 Springs And Other Stories (2000), Хэммилл исполнил партию готического хора и декламировал стихи на песне My Dearest (Moy Dilbere)
- Premiata Forneria Marconi, PFM Live in Japan 2002 (2002), Хэммилл исполнил партию вокала на песне Sea of Memories
- Alfred Garcia Demestres Nos Hacemos Falta (Tilt) (Original Soundtrack), для этого саундтрека к фильму Хэммилл исполнил сольную версию песни 'Refugees'
- David Rhodes, Bittersweet (2009 — версия для скачивания, 2010 — CD), Хэммилл исполнил партию бэк-вокала на большинстве песен альбома

### Участие как продюсер
- Random Hold, Avalanche (1980), выпущен на CD как The View From Here (2001)
- Crazy House, Garden Of Luck (1988)
- David Jackson, Fractal Bridge (1996)